# Watara Supervision

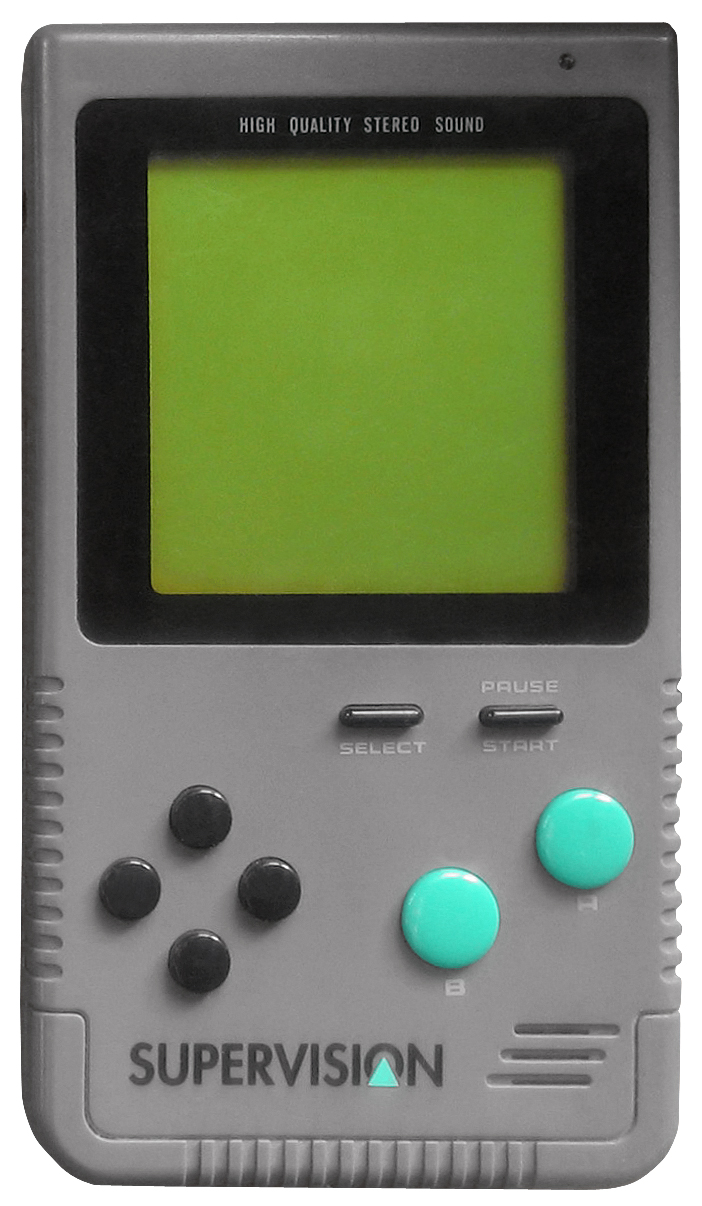
Watara Supervision s "Game Boy vzhledem"

Watara Supervision (také známá pod jménem QuickShot Supervision ve Velké Británii) je monochromatická handheld herní konzole, která byla uvedena na trh v roce 1992. Největším konkurentem byla konzole Game Boy od Nintenda, která byla o poznání dražší, proto se východoasijská společnost Watara rozhodla vytvořit levnější alternativu, zato se všemi funkcemi Game Boye. Ke konzoli byly přibaleny sluchátka, baterie a hra s názvem Crystball, podobná známé hře Breakout, aby mohl zákazník ihned hrát. Jedno vydání obsahovalo hru Classic Casino. Celkově bylo vydáno přes 60 her.

## Marketingová strategie a výrobci
Supervision byl v roce 1992 na trh uveden v ceně 49,95 amerických dolarů, zatímco konkurent GameBoy se prodával za 89,99 dolarů. To by se dalo k roku 2022 přepočítat na 104,20 a 187,73 dolarů. V Česku by částka za novou konzoli Supervision v roce 2022 znamenala necelé 2 000 Kč, ovšem u nás se oficiálně neprodávala. Samostatné hry také nebyly příliš drahé, prodávaly se i v supermarketech. Některé se prodávaly jen v určitých regionech, avšak spuštění na kterékoli konzoli nebyl problém. Hry se prodávaly ve dvou obalech, buď papírových krabičkách, nebo zatavené v plastu.
Supervision byl cenově dostupný díky strategii, kterou společnost Watara zvolila. Rozhodli se v různých zemích využít místní výrobce a tímto se vyhnout mezinárodní celosvětové distribuci. Díky tomuto kroku vzniklo po světě více verzí, například ve Spojeném království byl výrobcem Quickshot s názvem QS-800, pro německý a nizozemský trh vyráběla firma Hartung s názvem SV-100, v Argentině zas Electrolab. V Číně, na Tchaj-wanu a v Hongkongu se konzole jmenovala Tai-Kerr (Tiger) Boy. Všechny verze jsou přizpůsobeny tak, aby byly kompatibilní s kazetami her.
| Výrobce             | Země distribuce                       | Název        | Verze                 |
| ------------------- | ------------------------------------- | ------------ | --------------------- |
| Watara              | USA, Kanada, Španělsko, Itálie        | Supervision  | „Game Boy“,9205, 9600 |
| QuickShot           | Spojené království                    | Supervision  | QS-800                |
| Hartung             | Německo, Nizozemsko                   | Supervision  | SV-100                |
| Audiosonic          | Francie, Itálie, další evropské státy | Supervision  | GB-2000, GB-1000      |
| Electrolab          | Argentina                             | Supervision  | ?                     |
| Hyperboy SW         | Argentina                             | Hypervision  | ?                     |
| Tai-Kerr Trading Co | Hongkong, Čína, Tchaj-wan             | Tai-Kerr Boy | ?                     |
| Magnum              | ?                                     | Supervision  | ?                     |
| Video Jet           | Francie                               | Supervision  | ?                     |
| Vini Spil Games     | Dánsko                                | Supervision  | ?                     |
| Sherion             | Polsko                                | Supervision  | ?                     |

## Vzhled a funkce
Supervision také vyšel ve dvou verzích. Jedna byla tvarem a provedením velice podobná konzoli Game Boy, druhá, a také známější verze má ohýbací displej, který lze nastavit do dvou poloh. Tuto verzi vyráběl hlavně Quickshot. Obě verze mají stejné technické specifikace. Jejich displej je monochromatický, tudíž zobrazuje čtyři odstíny šedé na zeleném pozadí, má rozlišení 160×160 pixelů, což je v porovnání s Game Boyem o trochu více (ten má 160×144 pixelů).
Jednou z výrazných inovací je možnost připojení konzole k televizi pomocí speciálního modulu. Hry jsou zobrazeny pomocí čtyř barev, místo pouhých čtyř odstínů šedé. Ve vývoji byla dokonce vylepšená verze s více barvami, ale kvůli neúspěchu se na trh nedostala.

## Technické specifikace
- CPU: 8-bit 65C02 procesor, frekvence 4 MHz[11]
- Obrazovka: 61 mm × 61 mm (2,37 palců × 2,37 palců), 160×160 pixelů, 4 odstíny šedé, LCD displej
- Zvuk: vestavěný reproduktor, jack konektor na sluchátka (v balení)
- Napájení: 4× AA baterie, nebo 6V AC/DC adaptér
- Tlačítka: Zapnutí/Vypnutí, Select, Start, směrový kříž, A, B, nastavení kontrastu obrazovky, nastavení hlasitosti
- Slot pro kazety
- TV adaptér
- DE-9 konektor pro komunikaci mezi dvěma konzolemi pro multiplayer hry[11]

## Neúspěch
Přestože byl Supervision hlavním konkurentem zavedeného Game Boye a s minimálními odlišnostmi nastavil cenu poměrně nízko, neshledal se s velkým úspěchem. Největším problémem byly příliš jednoduché hry, mnohdy se špatným nebo nedokončeným naprogramováním, špatnou grafikou a hlučnými zvuky. Některé jsou naopak neporazitelné a frustrující. Další ránu utržil v momentě, kdy Nintendo svého Game Boye zlevnilo, a hlavní lákadlo přestalo být relevantní. Supervision byl pouze o 10 dolarů levnější než Game Boy. Velkým minusem byla také nekvalitní obrazovka, která byla při hraní rychlých her náchylná k rozmazávání a ztěžovala tak sledování hry.

## Seznam her
| #  | Název                       | Vývojář                 | Rok vydání |
| -- | --------------------------- | ----------------------- | ---------- |
| 1  | Alien                       | Watara                  | 1992       |
| 2  | Balloon Fight               | Thin Chen Enterprise    | 1992       |
| 3  | Block Buster                | Watara                  | 1992       |
| 4  | Brain Power                 | Watara                  | 1992       |
| 5  | Bubble World                | Bon Treasure            | 1992       |
| 6  | Carrier                     | Watara                  | 1992       |
| 7  | Cave Wonders                | Bon Treasure            | 1992       |
| 8  | Challenger Tank             | Watara                  | 1992       |
| 9  | Chimera                     | Watara                  | 1992       |
| 10 | Chinese Checkers            | Sachen                  | 1992       |
| 11 | Classic Casino              | Bon Treasure            | 1993       |
| 12 | Climber                     | Bon Treasure            | 1992       |
| 13 | Cross High                  | GTC                     | 1992       |
| 14 | Crystball                   | Watara                  | 1992       |
| 15 | Dancing Block               | Thin Chen Enterprise    | 1992       |
| 16 | Delta Hero                  | Bon Treasure            | 1992       |
| 17 | Dream World                 | Bon Treasure            | 1992       |
| 18 | Eagle Plane                 | GTC                     | 1991       |
| 19 | Earth Defender              | Bon Treasure            | 1992       |
| 20 | Fatal Craft                 | Bon Treasure            | 1992       |
| 21 | Final Combat                | Thin Chen Enterprise    | 1992       |
| 22 | Galactic Crusader           | Sachen                  | 1992       |
| 23 | Galaxy Fighter              | Thin Chen Enterprise    | 1992       |
| 24 | Grand Prix                  | Bon Treasure            | 1992       |
| 25 | Happy Pairs                 | Sachen                  | 1992       |
| 26 | Happy Race                  | Sachen                  | 1992       |
| 27 | Hash Block                  | GTC                     | 1992       |
| 28 | Hero Hawk                   | Thin Chen Enterprise    | 1992       |
| 29 | Hero Kid                    | Watara                  | 1992       |
| 30 | Honey Bee                   | Bon Treasure            | 1992       |
| 31 | Jacky Lucky                 | Bon Treasure            | 1992       |
| 32 | Jaguar Bomber               | Bon Treasure            | 1992       |
| 33 | John Adventure              | Sachen                  | 1992       |
| 34 | Journey to the West         | Watara                  | 1992       |
| 35 | Juggler                     | Bon Treasure            | 1992       |
| 36 | Kabi-Island: Gold in Island | Thin Chen Enterprise    | 1992       |
| 37 | Kitchen War                 | Bon Treasure            | 1992       |
| 38 | Kung-Fu Street              | Thin Chen Enterprise    | 1993       |
| 39 | Linear Racing               | Watara                  | 1992       |
| 40 | Ma Jong                     | Watara                  | 1992       |
| 41 | Magincross                  | Thin Chen Enterprise    | 1992       |
| 42 | Matta Blatta                | B.I.T.S.                | 1992       |
| 43 | Olympic Trials              | Divide By Zero/B.I.T.S. | 1992       |
| 44 | P-52 Sea Battle             | Watara                  | 1992       |
| 45 | Pacboy & Mouse              | Watara                  | 1992       |
| 46 | Pacific Battle              | Bon Treasure            | 1992       |
| 47 | Penguin Hideout             | Thin Chen Enterprise    | 1992       |
| 48 | Police Bust                 | Bon Treasure            | 1992       |
| 49 | PoPo Team                   | Sachen                  | 1992       |
| 50 | Pyramid                     | Thin Chen Enterprise    | 1992       |
| 51 | Recycle Design              | Bon Treasure            | 1992       |
| 52 | Scaffolder                  | Bon Treasure            | 1992       |
| 53 | Soccer Champion             | Watara                  | 1992       |
| 54 | Sonny Xpress!               | Watara                  | 1992       |
| 55 | Space Fighter               | Bon Treasure            | 1992       |
| 56 | Sssnake                     | B.I.T.S.                | 1992       |
| 57 | Super Block                 | Bon Treasure            | 1992       |
| 58 | Super Kong                  | Thin Chen Enterprise    | 1992       |
| 59 | Super Pang                  | Sachen                  | 1992       |
| 60 | Tasac 2010                  | Thin Chen Enterprise    | 1992       |
| 61 | Tennis Pro '92              | B.I.T.S.                | 1992       |
| 62 | Thunder Shooting            | Thin Chen Enterprise    | 1992       |
| 63 | Treasure Hunter             | Bon Treasure            | 1992       |
| 64 | Untouchable                 | Bon Treasure            | 1992       |
| 65 | Witty Cat                   | Bon Treasure            | 1992       |